# Al-Hadżalijja (Al-Bab)
Al-Hadżalijja (arab. الحجلية) – wieś w Syrii, w muhafazie Aleppo. W 2004 roku liczyła 1211 mieszkańców.